# Спорула (Олбија-Темпио)
Спорула је насеље у Италији у округу Сасари, региону Сардинија.
Према процени из 2011. у насељу је живело 215 становника. Насеље се налази на надморској висини од 29 м.